# 릴레아 밴더빌트

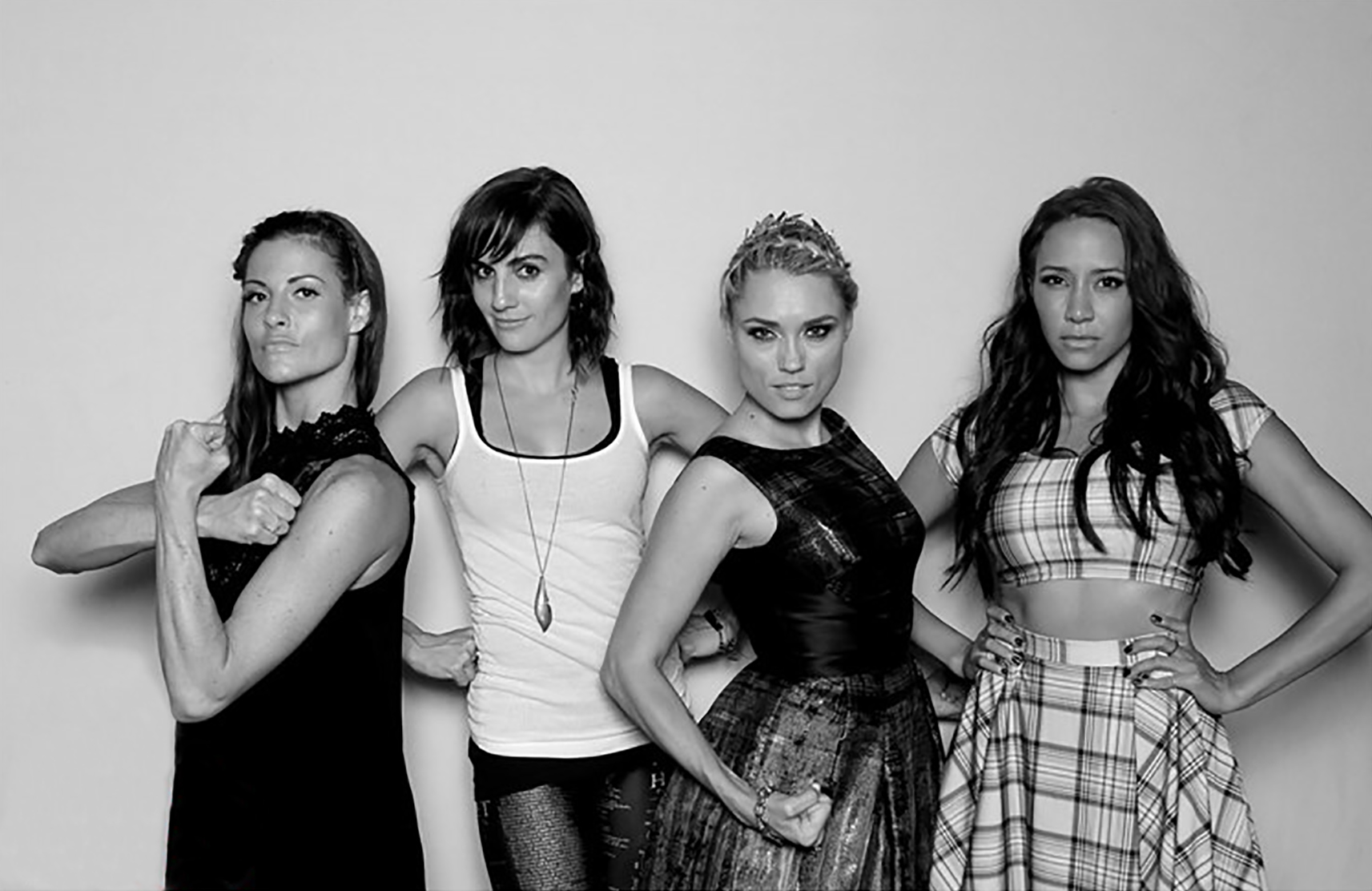

라일리아 밴더빌트(Rileah Vanderbilt, 1979년 8월 20일 ~ )는 미국의 배우이다.
피닉스에서 태어났다.

## 영화
- 슈퍼히어로 어벤져 (2015년)
- 디깅 업 더 매로우 (2014년)
- 손도끼 2 (2010년)
- 프로즌 (2010년) - 섀넌 역
- 나선형 (2007년)
- 손도끼 (2006년)